# Khuấy sản phẩm
Khuấy sản phẩm là một thực tiễn kinh doanh theo đó nhiều sản phẩm được bán hơn lượng cần thiết của người tiêu dùng. Một ví dụ là một người môi giới chứng khoán mua và bán chứng khoán trong một danh mục đầu tư thường xuyên hơn mức cần thiết, để tạo ra phí hoa hồng.
Chi phí Dollar trung bình là một hình thức khuấy sản phẩm dưới điều kiện nhất định. Trong chiến lược này, một nhà đầu tư được khuyên nên liên tục mua hoặc bán rất nhiều chứng khoán khi thay đổi giá. Mỗi giao dịch đều có phí hoa hồng. Bằng cách này, tổng chi phí được tính trung bình khi giá giảm, và nhà đầu tư được bảo vệ khỏi những biến động của thị trường có thể rất khó dự đoán chính xác. Hiệu quả của chiến lược đầu tư này là mở để tranh luận, nhưng nó liên quan đến nhiều giao dịch, tạo hoa hồng môi giới cho công ty môi giới. Việc giao dịch thường xuyên trong các tài khoản dựa trên phí không phải là một ví dụ về khuấy, vì không có hoa hồng nào được tạo ra trong các giao dịch đó. Tuy nhiên, thực tiễn đưa khách hàng giao dịch không thường xuyên vào tài khoản môi giới dựa trên phí được gọi là "khuấy ngược", vì khách hàng bị tính phí trong các tài khoản với rất ít giao dịch.
Một hình thức khuấy sản phẩm khác đôi khi được thực hiện bởi các nhà cung cấp dịch vụ bảo trì. Bằng cách thay thế các bộ phận bị mòn bằng các bộ phận chất lượng kém hơn, chúng được đảm bảo với tần suất yêu cầu dịch vụ cao hơn.
Đôi khi các công ty cố tình cung cấp các sản phẩm không bền hoặc đáng tin cậy để khách hàng phải thay thế chúng. Tương tự như vậy, các mô hình mới có thể được thực hiện không tương thích với các phụ kiện được sử dụng với các mô hình cũ để buộc người tiêu dùng phải mua thay thế.
Một ví dụ khác là các món ăn nhẹ và đồ ăn nhẹ được bán tại các nhà hát, hội chợ và các địa điểm khác. Khẩu phần nhỏ tương đối đắt hơn khẩu phần lớn. Khách hàng chọn kích thước lớn hơn ngay cả khi nó là nhiều hơn họ muốn ăn hoặc uống bởi vì nó có vẻ như một thỏa thuận tốt hơn.
Các nhà xuất bản sách giáo khoa thường bị buộc tội về việc sản xuất các ấn bản mới (do đó làm cho các ấn bản trước đó lỗi thời, buộc sinh viên phải mua các ấn bản mới như văn bản yêu cầu và giảm thiểu hoặc loại bỏ giá trả cho các ấn bản cũ chương trình), thường xuyên trong khi thực hiện những thay đổi không đáng kể đối với thông tin được trình bày trong văn bản.
Khuấy sản phẩm tương tự như mô hình kinh doanh dao cạo và lưỡi. Điều này liên quan đến việc bán một sản phẩm cơ bản ở mức lỗ (hoặc biên lợi nhuận thấp), nhưng nhận được biên lợi nhuận rất cao trên các sản phẩm liên quan cần thiết cho việc sử dụng liên tục của sản phẩm cơ bản. Ví dụ về chiến lược này bao gồm dao cạo (và lưỡi của chúng), máy in máy tính (và nạp hộp mực của chúng), điện thoại di động (và thời gian sử dụng), và máy ảnh (và phim).